# Ariadna monticola
Ariadna monticola är en spindelart som beskrevs av Tamerlan Thorell 1897. Ariadna monticola ingår i släktet Ariadna och familjen sexögonspindlar.
Artens utbredningsområde är Myanmar. Inga underarter finns listade i Catalogue of Life.